# Ermitage Sainte-Catherine de Cambes
Pour les articles homonymes, voir Ermitage Sainte-Catherine.
L'ermitage Sainte-Catherine est situé sur la commune de Cambes, dans le département de la Gironde, en France.

## Localisation
L'emplacement de l'ermitage est situé dans une grotte creusée dans une falaise à quelques centaines de mètres à l'est de l'église. Il est sur une propriété privée et est fermé au public pour une question de sécurité.

## Description de l'ermitage
L'ermitage fut fondé en 1523 par Jacques Peyron, seigneur de Fouilloux-en-Arvert, et chanoine du diocèse de Saintes. Il résida dans cet ermitage l'espace de sept ou huit ans, après quoi, il devint, en 1531, ermite et gardien de la Tour du Prince Noir, « au péril de la mer ». Cette tour a été remplacée par le phare de Cordouan. 
Jacques Peyron donna l'impression, à travers la sécheresse des actes notariés, d'un très saint homme. Il disait la messe tous les jours, ce qui ne se pratiquait pas généralement au XVIe siècle. Il lui fallut un certain courage et un grand esprit de mortification pour partir sur l'île de Cordouan.
| - Plan général de la grotte. |

La chapelle de l'ermitage Sainte-Catherine a été creusée dans le rocher, à partir d'une grotte naturelle préexistante, orientée au nord-est, et qui affectait un plan triangulaire. Trois entrées permettaient de pénétrer dans la chapelle par des portes étroites taillées dans le roc. 
Elle contenait une nef d'environ 10 m de profondeur sur 3 m de hauteur.
Au fond était un autel. Un second autel avait été élevé contre le mur du Nord. Jacques Petron a fait orner les parois de la grotte avec une série de fresques remarquables.
À l'entrée de la chapelle, « une cacuelle et un tronc pour recueillir des aumônes secrètes des bons gens ».
Plus tard, on fit construire, à l'entrée principale, un portail surmonté d'une statue de sainte Catherine.
À cet ermitage étaient joints une maison et un jardin.
La chapelle est inscrite aux Monuments Historiques le 21 novembre 1973.
Aujourd'hui il n'en reste plus que des ruines. À cause du danger des éboulements, l'accès à la grotte est interdit.

### Les fresques
Des fresques ornent les parois et les plafonds. L'ensemble le plus remarquable (D) se situe dans un ancien sanctuaire aménagé en abside à fond plat, couvert d'une voûte en arc surbaissé. Le décor de la voûte consiste en une mandorle contenant Dieu le Père avec, de chaque côté, la représentation des Évangélistes.
D'après la nature et le style des fresques, cet ensemble daterait de 1525-1535, donc de l'époque de Jacques Peyron. 
Les lettres A B C D etc. placées sous chaque planche, indiquent la place que les peintures occupent dans le plan général de la grotte.
| - A - B - C |

- A : À droite est peint un personnage barbu, aux longs cheveux, dont le vêtement bleu, semé de fleurs de lys, rappelle les portraits de François 1er.
- B : À côté de ce personnage, on voit la figure nimbée d'un homme debout, sortant d'un bois et se présentant à une femme assise. Peut-être l'apparition à Marie de Magdala de Jésus sous la figure d'un jardinier. Au-dessous de ce tableau, on lit JEHAN DE LARDI. C'est probablement le nom d'un seigneur voisin qui avait contribué aux frais de cette décoration. (Il existe au nord du bourg de Cambes une ancienne maison à tourelles qui porte le nom de Château Lardit[4]).
- C : Près de ce groupe, on remarque un ange, assez grand, et dont il est difficile de préciser l'occupation.

| - D |

- D : Au fond de la chapelle, la voûte, qui est au-dessus d'un autel bien conservé, présente une décoration assez remarquable. Dans une auréole elliptique (mandorle), dont les diamètres mesurent 2,80 m et 1,40 m, Dieu le Père est assis sur une nuée, tenant le globe d'une main et bénissant de l'autre. Le tout est entouré d'une double bordure, festonnée de lignes rouges et noires et d'arabesques. Cette auréole est accompagnée du Tétramorphe : quatre disques, dont les diamètres varient de 1,25 m à 1,50 m, et dans lesquelles sont peints les emblèmes des évangélistes, dont les noms sont écrits sur des banderoles blanches.

| - E et F - G - H et I |

- E et F : Deux fragments de peintures représentant des anges, rejetés par l'éboulement hors de la direction du mur septentrional, relient les décorations de cette chapelle à celles ci-dessous décrites.

- G : Au-dessus de cette maçonnerie est représentée une suite d'évêques et de religieux, vêtus de longues draperies rouges et bleues.

- H et I : Sur le mur du nord, au-dessus d'un autel enfoui dans les décombres, sont peintes plusieurs assises de maçonnerie, dont les pierres, indiquées par des lignes rouges, portant chacune le monogramme IHS (Jesus hominum salvator) et deux écussons accolés, dont il est impossible de distinguer le blason.

| - J - K - L |

- J : Du même côté, trois têtes de morts semblent relier à ce dernier tableau trois personnages à cheval, dont l'un porte une robe bleue, garnie d'hermine ; c'était probablement une représentant du Dit des trois morts et des trois vifs que l'on trouve souvent dans les peintures murales du XVIe siècle.
- K : Un étroit couloir, orienté au sud-ouest, et qui servait d'entrée à la chapelle est décoré de peintures bien conservées. À gauche, on y voit un intérieur d'église, style du XVIe siècle, dans lequel un prêtre, aidé de deux acolytes, célèbre le service divin ; l'autel est flanqué de deux écussons ; celui de droite porte : d'azur à trois tours d'argent, avec un quintefeuille ou une molette en abime ; sur l'écusson de gauche et dans un troisième écusson, placé à la clé de voûte, on ne distingue plus que l'azur du champ.

- L : Parmi les peintures et les ornements, dégradés ou cachés, on distingue un portique ou tombeau, portant une inscription dont on ne voit que les derniers mots : BERNAT ET FOUCAULT. 1668, et un fragment de statue, probablement celle de sainte Catherine, qui était autrefois au-dessus de la porte d'entrée.

- De l'autre côté du couloir, dans un retrait du mur, est représenté un pèlerin avec son bourdon et ses coquilles ; c'est probablement le portrait du seigneur de Fouilloux, qui avait fait le voyage de la Terre-Sainte. Le soubassement de ce couloir, comme celui de toute la crypte, est décoré de lignes de maçonnerie, dont chaque pierre porte le monogramme ci-dessus mentionné.

### Historique
La première période de l'histoire de l'ermitage :
- Le 5 novembre 1523, Jacques Habeuet vendit à Jacques Peyron une pièce de terre au lieu-dit à La Roucaut, dans la paroisse de Cambes.
- Le 14 décembre 1523, Jacques Peyron reçut en don la grotte où il devait organiser son ermitage. Les donataires, messieurs Bernard Guihem, prêtre, et ses frères firent leur donation à seule charge d'un obit (messe anniversaire dites pour un mort).

- Le 30 août 1527, il tenait à fief des prêtres hospitaliers de Saint-André un certain nombre de parcelles de terre, au devoir de 2 deniers d'export et de 6 sous de cens.

- Jacques Peyron partait en 1531 pour l'île de Cordouan.

- En 1534, quand il se sentit adapté à sa nouvelle existence, il veut se dépouiller complètement de son ermitage de Cambes. Jacques Peyron souhaite donner l'ermitage au Conseil de fabrique de la paroisse de Cambes.

- Pour agrandir son petit domaine, Jacques Peyron acheta au curé une pièce de terre voisine de la grotte le 28 février 1535[2].

- Le 10 mars 1536 Jacques Peyron fit donation de l'ermitage à la paroisse de Cambes, ou plus précisément à l'abbé de Sainte-Croix de Bordeaux, puisque l'église de Cambes appartenait au monastère de Sainte-Croix depuis le XIIIe siècle[5]. L'abbé commanditaire, Augier Hunault de Lanta, incorpora l'ermitage à la mense abbatiale à laquelle il resta attaché jusqu'en 1630 (date à laquelle l'abbé d'Ornano en fit don à la mense capitulaire).

La seconde période, moins héroïque, s'ouvre dans l'histoire de l'ermitage :
- Elle est marquée tout d'abord par long silence des documents. Pendant soixante-dix ans, on n'en entend plus parler.

Il dut y avoir cependant quelques ermites plus ou moins gyrovagues, comme en témoigne le Journal de Bertheau, secrétaire du Cardinal François de Sourdis. Ce dernier avait besoin de remettre de l'ordre dans son diocèse. C'était le temps où il fallait défendre aux chanoines et aux curés de campagne de circuler dans les rues de Bordeaux en manteau court, de « porter des pigcadilhès au pourpoinct, avec grands rabats empesés » et … bas jaunes. Le même grief pouvait être fait aux religieux. Dans l'assemblée générale des Bénédictins Exempts, réunie en septembre 1618 à La Réole, il est fait défense : « de porter habits découpés, souliers à pon levis, habits de soye, grosse saintures de soye, grands coulez empoisés, petits ni grandes picadilhès, chapeaux haute eslevés à la mondaine ».
Le défilé des chanoines à cette époque devait être réjouissant, mais était certainement peu conforme à la gravité ecclésiastique. Ce n'est là qu'un point de la reforme que dut imposer dans son diocèse le cardinal. Aux ermites, il donne quelques règlements plus occasionnels que généraux. Il semble même que seul l'ermite de Cambes ait provoqué une mise au point nécessaire. Le Journal de Bertheau reproduit de la façon suivante les décisions du Synode de 1606 :
« Que les ermites ne doivent presher. Sur ce que l'ermite de Cambes a demandé permission de preacher et confesser au diocèse, luy a esté respondu que son institut y répugne, et qu'il se contente de la permission qu'il a eu cy-devant ».
« Autre règlement pour le mesme : Est défendu à l'ermite de Cambes d'aller par les paroisses et enjoinct de se contenir en son hermitage, reilementz qui donnèrent occasion de se retirer et quitter le diocèse » .
- Quelques années après, en 1612, deux Camaldules s'installent à Cambes[9].

- En 1626, nous voyons à Cambes un sous-diacre du diocèse de Lyon, Claude de Loriol, qui réside dans l'ermitage en compagnie d'un autre frère, tous deux sous l'habit d'ermite de Saint-François[10].

Ils ne s'entendirent pas longtemps. Claude de Loriol semble avoir eu un caractère exécrable, si bien que la séparation des deux ermites s'opéra et que les Pères Camaldules de l'ermitage de Notre-Dame de Mazerat virent un jour arriver Claude de Loriol, soi-disant envoyé par l'archevêque. C'était le jour de Noël 1627. Le soir même le P. Ximènes, supérieur de Mazerat, rentra dans son ermitage après avoir prêché à la cathédrale de Bordeaux. Dès qu'il eut présenté ses charitables civilités au bon père ermite de Cambes, il écrivait à certain chanoine de la Cathédrale pour le charger d'intercéder auprès de l'archevêque afin d'être délivré au plus tôt de cet indésirable : « Nous sommes prêt à nous mettre aux pieds de Monseigneur pour luy demander sa bénédiction et conget plus tost que de demeurer avec ce frère ».
- La Réforme mauriste fut introduite à Sainte-Croix en 1627 par le Cardinal François de Sourdis. Les anciens moines y possédant leurs offices en titre ne purent être dispersés sans une compensation honnête et suffisante. C'est ainsi que le Père Adrien Maugé, poissonnier de l'Abbaye, ne consentit à céder son office et sa place monacale qu'au prix d'une pension annuelle de 350 livres. Par ailleurs, le Cardinal lui donne comme logement, sa vie durant, l'ermitage de Cambes, sans que le curé le puisse en aucune sorte empêcher, néanmoins sans préjudicier aux droits dud. curé »[12].

Désormais, l'ermitage ne sera plus qu'une maison de retraite pour les vieux Bénédictins dont on ne sait que faire.
- Deux ans plus tard, en 1629, tous les anciens religieux n'avaient pas encore quitté l'abbaye Sainte-Croix. Il y restait entre autres dom Michel Gasquet qui avait conservé son office claustral d'aumônier. L'ermitage de Cambes se trouve libre et fut donné comme résidence à Dom Michel Gasquet[13].

Le choix n'était pas heureux. Dom Gasquet fut interdit une première fois pour sa vie scandaleuse, proscrit de s'amender et de rentrer dans son couvent. Mais il ne tint pas sa promesse et il fut interdit une seconde fois et rentre enfin vers la fin de décembre 1642 à Sainte-Croix pour y faire pénitence.
- Trois ans se passèrent pendant lesquels l'ermitage resta vide. Il fallait bien ce temps pour effacer la mauvaise impression laissée par le passage de Dom Gasquet. Puis, en 1645, Dom Charles Martin, religieux de Saint-Benoît, fut mis en possession du « prieuré de Cambes »[2]. Il en fut le dernier titulaire.

- Désormais, l'ancien ermitage n'est plus qu'une chapelle rurale où on dit quelquefois la messe et où on vient vénérer la statue de sainte Catherine, en particulier les marins qui accostent au port de Cambes[14].

- Dès 1647, l'abbaye de Sainte-Croix y envoie un religieux et un maçon « allanttz visiter la ruine de l'ermitage »[14].

- Le 17 août 1697, Daniel Larcebaut reconnait tenir en fief, des religieux de Sainte-Croix, une maison et ses dépendances à La Roucaud, paroisse de Canbes.

- Lors de la grande inondation d'avril 1770, le curé de Cambes s'en sert pour l'office des Rameaux, il y fait faire les Pâques à ses paroissiens. Les habitants de l'Isle-Saint-Georges, chassés de leurs maisons et de leur église par les eaux de la Garonne, y entendent la messe de leur curé qui les a suivis dans leur émigration[2].

- Le 13 août 1775, après la démolition du portail et de la statue de sainte Catherine par le propriétaire de la maison de l'ermitage, les habitants de Cambes, considérant que la chapelle a été donnée à la paroisse par Jacques Peyron en 1534, tentent de faire respecter leurs droits[2]. Sans résultat.

Tout tombe dans le silence ; le vieil ermitage fondé par Jacques Peyron est mort.